# 5632 Ingelehmann
Az 5632 Ingelehmann (ideiglenes jelöléssel 1993 GG) a Naprendszer kisbolygóövében található aszteroida. Carolyn Shoemaker,  Eugene Merle Shoemaker fedezte fel 1993. április 15-én.